# Фрідріх-Карл Мюллер (1916)
Не плутати за асом нічної винищувальної авіації!
Фрідріх-Карл «Тутті» Мюллер (нім. Friedrich-Karl "Tutti" Müller; 25 грудня 1916, Берлін — 29 травня 1944, Зальцведель) — німецький льотчик-ас винищувальної авіації, оберстлейтенант люфтваффе. Кавалер Лицарського хреста Залізного хреста з дубовим листям.

## Біографія
Після закінчення авіаційного училища 1 листопада 1939 року направлений на службу у 8-му ескадрилью 53-ї винищувальної ескадри. Учасник Французької кампанії і битви за Британію. Свою першу перемогу здобув 27 травня 1940 року, збивши в районі Ам'єна французький винищувач. З осені 1940 року — офіцер з технічного забезпечення 3-ї групи 53-ї винищувальної ескадри. Учасник Німецько-радянської війни. 19 вересня 1941 року здобув свою 10-ту перемогу. З 1 листопада 1941 року — командир 1-ї ескадрильї своєї ескадри. З листопада 1941 року воював на Середземному морі, учасник нальотів на Мальту. В травні 1942 року ескадрилья Мюллера знову була перекинута на Східний фронт, де 3 червня він здобув свою 25 перемогу. В серпні-вересні 1942 року брав участь у боях під Сталінградом. 12 та 21 серпня збив по 4 радянські літаки, 9 вересня — 6, а всього у вересні протягом 4 днів збив 18 літаків. В жовтні 1942 року переведений в Італію, а потім в Північну Африку. З листопада 1942 року — командир 1-ї групи своєї ескадри. Учасник боїв над Тобруком, в Сицилії та Північній Італії. В жовтні 1943 року недовго виконував обов'язки командира 53-ї винищувальної ескадри. З 14 лютого 1944 року — командир 4-ї групи 3-ї винищувальної ескадри (командував нею до 11 квітня). Загинув після того, як його літак (Bf.109G-6) зазнав аварії під час посадки.
Всього за час бойових дій здійснив понад 600 бойових вильотів і збив 140 літаків (з них 15 4-моторних бомбардувальників В-17 та 8 В-24), в тому числі 87 радянських.

## Нагороди
- Нагрудний знак пілота
- Залізний хрест
  - 2-го класу (17 квітня 1940)
  - 1-го класу (20 червня 1941)
- Лицарський хрест Залізного хреста з дубовим листям
  - лицарський хрест (19 вересня 1941)
  - дубове листя (№ 126; 23 вересня 1942)
- Медаль «За зимову кампанію на Сході 1941/42»
- Німецький хрест в золоті (15 листопада 1943)
- Почесний Кубок Люфтваффе (13 грудня 1943)
- Відзначений у Вермахтберіхт (19 квітня 1944)
- Авіаційна планка винищувача в золоті з підвіскою «600»